# Уильямс, Беверли
Беверли Дженис Уильямс (англ. Beverly Janice Williams; родилась 9 ноября 1965 года, Остин, штат Техас, США) — американская профессиональная баскетболистка, выступавшая в женской национальной баскетбольной ассоциации. Не выставляла свою кандидатуру на драфт ВНБА 1999 года, но ещё до старта следующего сезона заключила договор с командой «Индиана Фивер». Играла на позиции атакующего защитника.

## Ранние годы
Беверли Уильямс родилась 9 ноября 1965 года в городе Остин (штат Техас), а училась там же в средней школе Дель-Валли, в которой выступала за местную баскетбольную команду.